# Atelierul Vrăjitoarelor
Atelierul Vrăjitoarelor (とんがり帽子のアトリエ Tongari Bōshi no Atorie?) este o serie manga scrisă și ilustrată de Kamome Shirahama. În prezent, seria este formată din 14 volume tankōbon, dintre care patru traduse în limba română de către editura Nemira, începând cu 18 octombrie 2023. Serializarea a început în revista seinen Monthly Morning Two a lui Kodansha pe 22 iulie 2016. În 2022 o adaptare anime a fost anunțată, cu o difuzare programată în 2025. O serie spin-off numită “Witch Hat Atelier Kitchen” a început serializarea în 2019.

## Poveste
Coco este o fată visătoare a unui artizan. Aceasta își dorește să devină o vrăjitoare, dar trebuie să renunțe la acest vis deoarece doar utilizatorii magiei înăscuți o pot practica. Într-o zi, se întâlnește cu vrăjitorul Qifrey și observă cum se folosește magia. Coco folosește din greșeală o vrajă care îi pietrifică mama.
Deoarece Coco nu știe ce vrajă a folosit și Qifrey îl caută pe cel care i-a dat fetei vraja, Coco devine noua lui ucenică. Gruparea Vrăjitorilor cu Pălării are un interes mare în Coco, sperând că va reînvia folosirea liberă a magiei, care a devenit ilegală după haosul creat de omenire în trecut. Alianța Vrăjitoarilor urmărește atent orice abuz în folosirea magiei și șterge amintirile oricărui nepregătit care descoperă secretul vrăjitorilor că magia poate fi practicată de oricine.

## Personaje

### Atelierul lui Qifrey
- Coco

Fata unui artizan care visează să devine o vrăjitoare. Visul ei este împlinit la prețul pietrificării proprii ei mame de către o vrajă ilegală.
- Qifrey

Profesorul vrăjitoarelor și stăpânul atelierului. Acesta este specializat în magia apei. Fost membru al Asociației Vrăjitorilor.
- Agott

O elevă singuratică și obsedată cu a-și perfecționa magia.
- Tetia

O fată cu dorința de a face lumea fericită prin magie.
- Richeh

O fată specializată în a desena rune mici și magie în cristal.
- Olruggio

Un vrăjitor care locuiește ca partener și supraveghetor pentru Alianță în atelier.
- Brushbuddy

Inițial o creatură care se atașează de Coco în timpul testului pentru a deveni ucenică, devine animal de companie la atelier.

### Gruparea Vrăjitorilor cu Pălării
- Iguin

Un membru de rang înalt - posibil liderul - grupării. Inguin este vrăjitorul care i-a oferit lui Coco cartea cu vrăji.
- Custas

Un tânăr menestrel care, în urma unui accident, i-au fost paralizate ambele picioare.
- Sasaran

Un membru care a fost transformat într-o creatură asemenea unei feline în urma unui experiment eșuat. Pentru a-și ascunde noua formă, controlează o pelerină și o pălărie care îi uzurpă prezența.
- Ininia

Ucenicul lui Restys. Acesta se deghizează ca un vrăjitor obișnuit.
- Restys

Un membru care comunică cu ucenicul lui prin toiag.

### Asociația Vrăjitorilor
Asociația Vrăjitorilor este o instituție care guvernează folosirea magiei și menținerea secretului. Localizat într-un oraș subacvatic, intrarea se face printr-o scară și printr-o magie specială.
- Alaira

Cel mai bun prieten al lui Qifrey chiar și după ce Qifrey a părăsit Asociația.
- Beldaruit

Un mag puternic și liderul consiliului Asociației.
- Vianna

Fondatorul și liderul Cavalerilor Moralis
- Laglah

Urmașul înțeleptului Engendale.
- Sinocia

Un medic prietenos.
- Kukrow

Fostul mentor al lui Euini
- Riliphin

Fratele mai mare al lui Richeh și asistentul lui Beldaruit.
- Adina Arklaum

Mama lui Agott.
- Atwert

Iubirea lui Galga și viitorul profesor al lui Galga după ce amintirile lui Galga sunt șterse.
- Hiehart

Un vrăjitor care îl venerează pe Olruggio.
- Jujy

Ucenicul lui Hiehart.
- Loroga Roenton

Un ucenic.

### Cavalerii Moralis
Cavalerii Moralis este o instituție subsidiară a Asociației.
- Easthies

Căpitanul de câmp al instituției.
- Luluci

Un membru conducător al instituției.
- Utowin

Un membru nebun al instituției.
- Galga

Iubirea lui Atwert.
- Ekoh și Etlan

Frați gemeni și ucenici.